# Federico Kammerichs
Guillermo Federico Kammerichs (* 21. Juni 1980 in Goya, Corrientes) ist ein ehemaliger deutsch-argentinischer Basketballspieler. Nach Karrierestart in seiner Heimat ging der deutschstämmige Kammerichs nach Europa und spielte sieben Spielzeiten in der spanischen Liga ACB, wo der argentinische Nationalspieler mit deutschem Spielerpass spielte. Als Nationalspieler gewann Kammerichs eine Bronzemedaille bei den Olympischen Spielen 2008 und wurde Amerikameister 2011 in Mar del Plata neben weiteren Medaillen bei früheren Austragungen dieses Wettbewerbs. Mit Vereinsmannschaften gewann Kammerichs den ULEB Cup 2002/03, die Liga de las Américas 2011, die Liga Sudamericana 2012 und die argentinische Meisterschaft 2013. Obwohl anschließend schon zurückgetreten, ließ er sich zu Beginn des Jahres 2014 für Klubs aus seiner Heimatstadt Goya reaktivieren, wo er in regionalen Spielklassen noch einmal anderthalb Jahre in Argentinien spielte.

## Karriere
Nachdem der gleichaltrige Luis Scola bereits 1998 Ferro Carril Oeste, die in den 1980er Jahren zu den stärksten südamerikanischen Vereinsmannschaften zählten, in Richtung Spanien verlassen hatte, rückte der 18-jährige Kammerichs in die Herrenmannschaft des Vereins aus der Hauptstadt Buenos Aires auf. Nach drei Jahren wechselte auch Kammerichs 2001 nach Spanien und spielte für den Erstliga-Absteiger aus Ourense in der LEB Oro. In der Halbfinalserie der Play-offs um den Aufstieg verpasste Ourense gegen CB Lucentum Alicante den Wiederaufstieg. In der folgenden Saison spielte Kammerichs trotzdem in der höchsten spanischen Spielklasse Liga ACB, nachdem er zu Pamesa BC aus Valencia wechselte. Zuvor war Kammerichs im NBA-Draft 2002 von den Portland Trail Blazers ausgewählt worden, bei denen er sich jedoch keinen Platz im Kader erspielen und auch danach nie in der am höchsten dotierten Profiliga NBA spielen sollte. Im ULEB Cup 2002/03 gewann Kammerichs mit seiner neuen Mannschaft aus Valencia, der unter anderem auch seine Landsleute Fabricio Oberto und Alejandro Montecchia angehörten, die erstmalige Austragung dieses Wettbewerbs. In der spanischen Meisterschaft erreichte Valencia die Finalserie, in der man gegen EuroLeague 2002/03-Gewinner FC Barcelona sieglos blieb. Mit seinen beiden Vereinskameraden Oberto und Montecchia spielte Kammerichs dann auch beim Torneo de las Américas 2003 erstmals bei einem wichtigen Turnier in der argentinischen Herren-Nationalmannschaft. Titelverteidiger und Vizeweltmeister Argentinien sicherte sich durch einen Halbfinalsieg über Kanada die Rückkehr ins olympische Basketballturnier, das man vier Jahre zuvor verpasst hatte. Die hohe Finalniederlage gegen die Vereinigten Staaten, die die damalige argentinische Auswahl ein Jahr zuvor bei der Weltmeisterschaft vor deren Publikum in Indianapolis besiegt hatte, fiel daher nicht ins Gewicht.
In der EuroLeague 2003/04 hatte Valencia in der Zwischenrunde nur am ersten Spieltag das Heimspiel gegen Maccabi Tel Aviv verloren, war aber zum Rückspiel wegen der unsicheren Lage in Israel nach der Tötung des Hamas-Führers Scheich Ahmad Yasin nicht angetreten und hatte dieses Spiel kampflos abgegeben. Valencia hatte nach dem Heimsieg am letzten Zwischenrunden-Spieltag beinahe das Final-Four-Turnier bereits erreicht, als Žalgiris Kaunas bei einer Dreipunktführung und Freiwürfen für sich drei Sekunden vor Ende der regulären Spielzeit vor einem Sieg in Tel Aviv stand. Doch beide Freiwürfe wurden vergeben und nach einem langen Einwurf konnte Derrick Sharp mit einem Buzzer Beater Maccabi in die Verlängerung retten, die die Heimmannschaft siegreich gestaltete und auch den direkten Vergleich gegenüber der punktgleichen spanischen Mannschaft gewonnen hatte. Beim Final Four vor eigenem Publikum konnte die israelische Mannschaft den Titel überlegen gewinnen. Nach einem dritten Platz in der regulären Saison der spanischen Meisterschaft verlor Valencia in der ersten Play-off-Runde gegen Unicaja Málaga. Beim olympischen Basketballturnier in Athen war Kammerichs nicht nominiert, als die argentinische Auswahl erstmals den Olympiasieg erringen konnte. Im ULEB Cup 2004/05 verlor Valencia die Halbfinalspiele gegen den späteren Titelgewinner Lietuvos rytas Vilnius und verpasste nach einem neunten Platz gar die Play-offs um den Titel in der Liga ACB. Bei der Amerikameisterschaft 2005 verlor Argentinien mit Kammerichs das Finalspiel gegen Brasilien und gewann wie zwei Jahre zuvor die Silbermedaille.
Nachdem Oberto 2005 in die NBA gewechselt war, verließ auch Kammerichs Valencia und spielte in der Saison 2005/06 für Akasvayu aus Girona. Der Verein erreichte auf dem siebten Platz in der regulären Saison erstmals seit sieben Jahren die Play-offs, in denen man in der ersten Runde gegen Vizemeister TAU Cerámica um Kammerichs’ Nationalmannschaftskameraden Luis Scola und Pablo Prigioni ausschied. Nachdem Kammerichs bei der Weltmeisterschaft 2006 erneut nicht im argentinischen Kader vertreten war, wechselte er zur Saison 2006/07 ebenfalls in das Baskenland und spielte in San Sebastián für Bruesa Gipuzkoa. Der Erstliga-Aufsteiger erreichte jedoch nur acht Saisonsiege in 34 Spielen und stieg zunächst auf dem letzten Tabellenplatz wieder ab. Bei der Amerikameisterschaft 2007 gewann die argentinische Auswahl mit Kammerichs zum dritten Mal hintereinander die Silbermedaille, als man allein gegen Gastgeber Vereinigte Staaten in Zwischenrunde und Finale verlor. In der Saison 2007/08 erreichte Kammerichs mit Polaris World aus Murcia auf dem zwölften Platz den Klassenerhalt in der Liga ACB. Bei den Olympischen Spielen 2008 war Kammerichs nun auch bei einer globalen Endrunde für die Nationalmannschaft aufgestellt, die als Titelverteidiger gleich das Auftaktspiel gegen Litauen verlor. Danach blieb man fünf Spiele ungeschlagen, bevor man im Halbfinale mit 81:101 gegen die Vereinigten Staaten verlor, die seit dem Olympiasieg 2000 in Sydney keine globale Endrunde mehr gewonnen hatten. Mit einem Erfolg über Litauen im „kleinen Finale“ konnte sich Argentinien die Bronzemedaille sichern.
Zur Saison 2008/09 kehrte Kammerichs in sein Heimatland zurück und spielte in der heimischen Provinz Corrientes im Nordosten für Club Regatas (CR) aus der Stadt Corrientes. Beim Torneo Súper 8 zu Saisonbeginn konnte CR erstmals den Titel gewinnen und Kammerichs wurde als Most Valuable Player (MVP) dieses Wettbewerbs ausgezeichnet. In der Liga Sudamericana war man als Titelverteidiger jedoch nicht erfolgreich und auch in der Liga Nacional de Básquetbol (LNB) schaffte man es in den folgenden drei Jahren nie bis in die Halbfinalserie um den Titel. Jedoch konnte man die Liga de las Américas 2011 gewinnen, in der Kammerichs als MVP ausgezeichnet wurde. Nachdem die argentinische Nationalmannschaft bei der Amerikameisterschaft 2009 nach einer Halbfinalniederlage gegen Gastgeber Puerto Rico die Bronzemedaille gewonnen hatte, bekam Kammerichs bei der Weltmeisterschaft 2010 bei seiner ersten WM-Teilnahme nur geringe Einsatzzeiten, als die argentinische Auswahl nach der Viertelfinalniederlage gegen Litauen die Medaillenränge verpasste. Mit einem Sieg gegen Titelverteidiger Spanien erreichte man den fünften Platz. Zehn Jahre nach Neuquén 2001, als Argentinien nach der verpassten Olympiateilnahme 2000 die Basis legte für den Olympiasieg drei Jahre später, war das Land bei der Amerikameisterschaft 2011 wieder Ausrichter einer kontinentalen Endrunde. Eine Zwischenrundenniederlage gegen Brasilien konnte el Alma, wie die Nationalmannschaft auch genannt wird, die im Finale gegen den gleichen Gegner wettmachen und neben dem Turniersieg auch die Olympiateilnahme sichern. Nach dem Titelgewinn wechselte Kammerichs zu einem weiteren „Regattaklub“ und spielte in Rio de Janeiro für Flamengo in der Saison 2011/12 zusammen mit Marcelo Machado. In der brasilianischen Meisterschaft reichte es für die Mannschaft jedoch nach der verlorenen Play-off-Halbfinalserie nur zum vierten Platz. Bei den Olympischen Spielen 2012 verlor die argentinische Auswahl nach der Halbfinalniederlage gegen Titelverteidiger Vereinigte Staaten auch das „kleine Finale“ um die Bronzemedaille gegen Russland. Nach Kammerichs’ Rückkehr zu CR Corrientes gewann er mit dem Verein die Liga Sudamericana im Dezember 2012 und auch in der nationalen LNB blieb man in der Finalserie 2013 ungeschlagen und konnte erstmals den Meistertitel für den Verein erringen. Anschließend erklärte Kammerichs seinen Rücktritt vom Leistungssport, doch im Februar 2014 ließ sich „el Yacaré“ davon überzeugen, für Juventud Unida aus seiner Geburtsstadt Goya in einer regionalen argentinischen Spielklasse zu spielen.